# Hofstetten (Zurich)
Pour les articles homonymes, voir Hofstetten.
Hofstetten (jusqu'en 2003 Hofstetten bei Elgg) est une localité et une ancienne commune suisse du canton de Zurich, située dans le district de Winterthour.
Le 1er janvier 2018, Hofstetten est absorbée par la commune voisine d'Elgg.